# پد قاعدگی پارچه‌ای

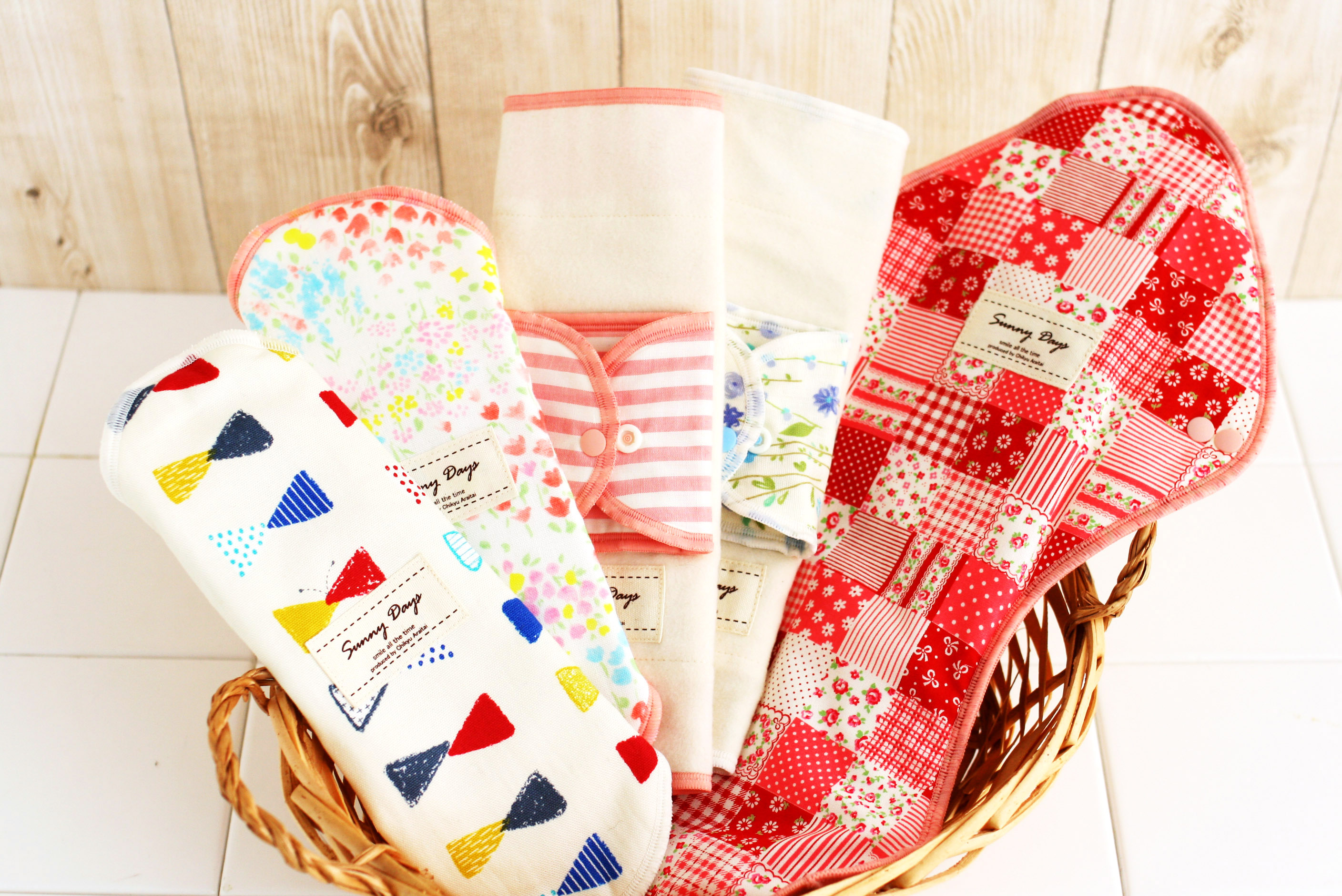
سبدی از انواع پدهای قاعدگی پارچه‌ای

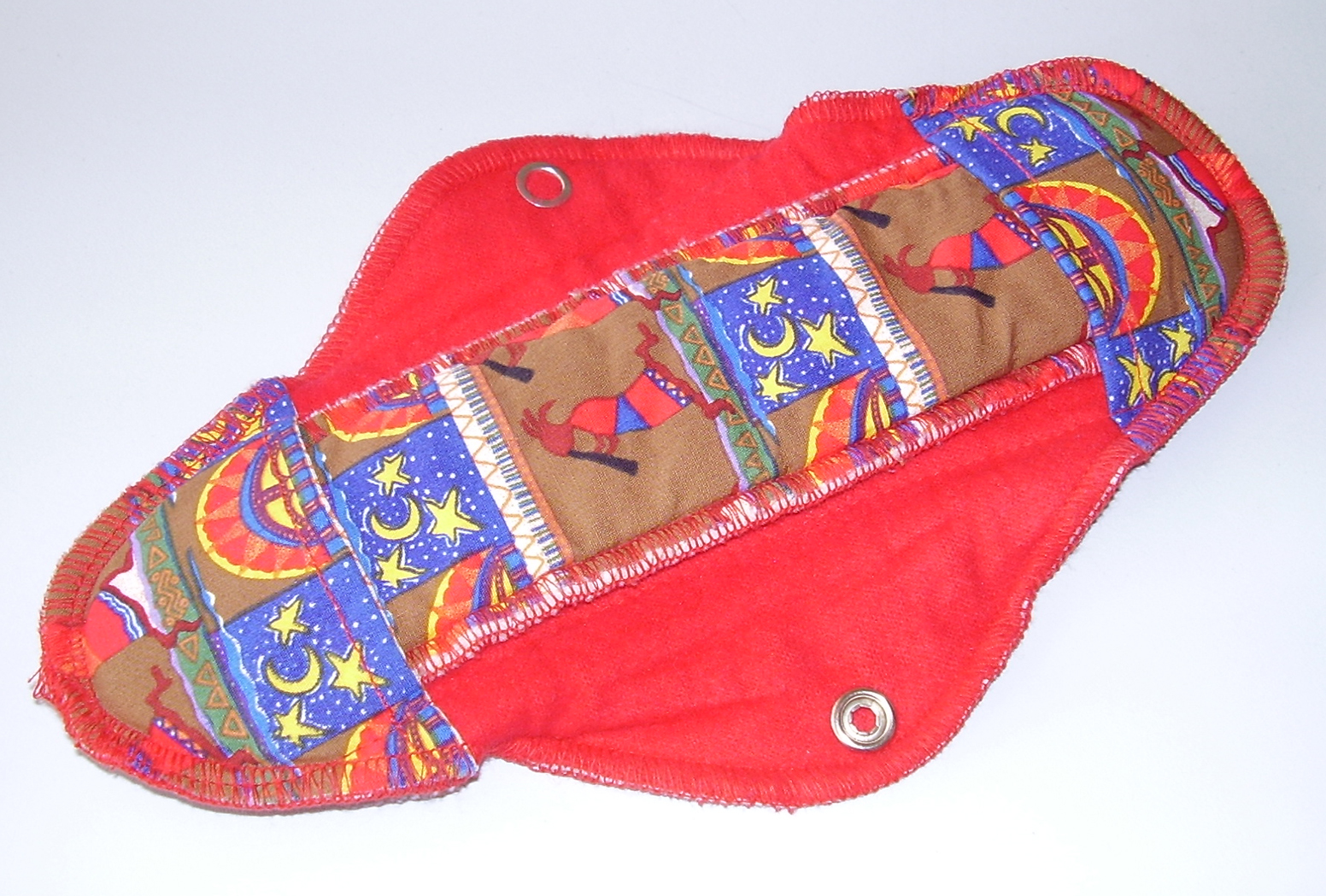
یک پد قاعدگی پارچه‌ای با طرح کوکوپلی

پدهای قاعدگی پارچه‌ای یا پدهای قاعدگی قابل شست‌وشو پدهایی از جنس پارچه هستند که در لباس زیر پوشیده می‌شوند تا از تماس مایع قاعدگی با لباس جلوگیری شود. این پدها گونه‌ای از محصولات بهداشتی زنانه قابل استفاده دوباره هستند و جایگزینی برای فنجان قاعدگی یا نوار بهداشتی یکبار مصرف به‌شمار می‌آیند. این پدها در مجموع ارزان‌تر از نواربهداشتی‌های یکبار مصرف هستند و میزان تولید زباله را کاهش می‌دهند.
این پدها به‌طور کلی از چند لایه پارچه جذب‌کننده (مانند پنبه یا کنف) ساخته می‌شوند که در هنگام قاعدگی، خونریزی پس از زایمان یا برای جلوگیری از تماس لباس‌زیر با مایعات مهبل پوشیده می‌شوند و پس از هربار استفاده، می‌توان آن‌ها شست و دوباره استفاده کرد.

## استفاده کنونی

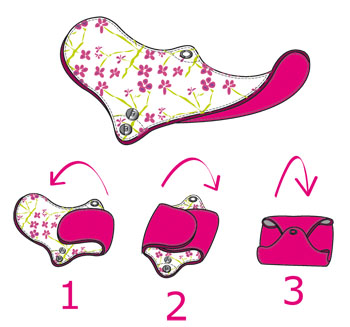
چگونه نوار بهداشتی قابل شستشو را تا کنیم

بیشتر پدهای تجاری در دسترس، توسط مادران شاغل در خانه یا کسب‌وکارهای کوچک تولید می‌شوند و در برخی از فروشگاه‌های اینترنتی قابل خریداری هستند. پدهای بزرگ‌تر برای استفاده در طول شب و پدهای کوتاه و ضخیم برای استفاده در روز مناسب هستند. برخی از سازندگان این پدها به خریداران امکان گزینش جنس، حالت و اندازه پدها را می‌دهند.
این پدها را بسته به توصیه سازنده می‌توان با دست یا با ماشین رخت‌شویی شست و روی طناب یا با رخت‌خشک‌کن خشک کرد. برخی از زنان پدهای خود را پیش از شست‌وشو با دیگر لباس‌های خود، در آب سرد فرومی‌کنند. پس از شست‌وشو باید آن‌ها را مقابل نور مستقیم خورشید قرار داد. نور خورشید مانند ضدعفونی‌کننده عمل و از رشد میکروبی جلوگیری می‌کند؛ که در صورت خشک‌نشدن کامل پد، ممکن است رخ دهد.
برخی از زنان هنگامی که بیرون از خانه هستند، پدهای چرک‌شده را درون کیسه‌های ضدآب یا زیپ‌دار قرار می‌دهند تا از خشک‌شدن آن و پخش بو جلوگیری شود.

### کشورهای در حال توسعه
در کشورهای در حال توسعه در دوران قاعدگی هنوز از پدهای قابل شست‌وشو استفاده می‌شود. زنان در این کشورها اغلب باید در هنگام قاعدگی در خانه بمانند یا از وسایل عفونی‌کننده مانند برگ یا کیسه‌های سیمان دور انداخته‌شده استفاده کنند.

## جنبه‌های مثبت
پدهای قاعدگی پارچه‌ای با محیط زیست سازگار هستند و به کاهش تولید زباله کمک می‌کنند، زیرا این پدها قابل استفاده دوباره هستند و در بسته‌بندی پلاستیکی قرار نمی‌گیرند. هنگامی که پدهای قاعدگی پارچه‌ای کهنه می‌شوند (پس از سال‌ها استفاده)، آن‌هایی که از جنس مواد طبیعی هستند می‌توانند کمپوست شوند، در حالی که نوارهای بهداشتی یکبار مصرف از مواد مصنوعی ساخته می‌شوند و قابل بازیافت یا کمپوست‌شدن نیستند. استفاده از پدهای پارچه‌ای در دراز مدت ارزان‌تر است. برخی ادعا می‌کنند که هنگام استفاده از این پدها دوره‌های قاعدگی کوتاه‌تر و راحت‌تر یا کمر درد و گرفتگی عضلانی کمتری را تجربه می‌کنند. درستی این ادعا تأیید نشده‌است. پدهای قاعدگی پارچه‌ای، مانند تمام پدهای قاعدگی، خطر سندرم شوک سمی مرتبط با تامپون را از بین می‌برند.

## معایب
شستن پدهای پارچه‌ای نیازمند استفاده از آب و مواد شوینده است. افرادی که مبتلا به عفونت کاندیدیاز هستند، باید در استفاده از پدهای پارچه‌ای احتیاط بیشتری داشته باشند. اگر این پدها ضدعفونی نشوند ممکن است سبب بروز عفونت دوباره شود. عوامل بیماری‌زای خونی مانند هپاتیت سی در پدهای پارچه‌ای افراد مبتلا وجود دارند و اگر در بسته‌های ضدآب نگهداری نشوند، ممکن است سبب آلوده‌کردن دیگران شود.

## تاریخچه
در گذشته زنان از انواع گوناگون مواد برای جذب خون قاعدگی استفاده می‌کردند. زنان درگذشته اغلب از پارچه‌های کهنه برای جذب خون قاعدگی استفاده می‌کردند.
ظاهراً پدهای قاعدگی یکبارمصرف به صورت تجاری نخستین بار در سال ۱۸۸۸ میلادی در دسترس قرار گرفتند. پدهای قاعدگی یکبارمصرف به‌طور گسترده در آغاز جنگ جهانی اول ساخته شدند، زمانی که پرستاران فرانسوی از نوارهای خمیر کاغذ کیمبرلی-کلارک به عنوان پدهای قاعدگی یکبارمصرف استفاده کردند. اولین تبلیغ‌های کورتکس برای محصولات خود که با این خمیر کاغذ ساخته‌شده بودند، در سال ۱۹۲۱ ظاهر شدند.
پدهای قاعدگی پارچه‌ای در حدود سال ۱۹۷۰ دوباره مورد استفاده قرار گرفتند. دلیل این امر می‌تواند افزایش شمار سازندگان و توسعه اینترنت در دهه ۱۹۹۰ و ۲۰۰۰ میلادی باشد.